# Wambũgũ wa Mathangani
Wambũgũ wa Mathangani, född omkring 1865 i Gikondi, Mukurwe-ini, Nyeri i nuvarande provinsen Central i Kenya, död 1 januari 1959, var en inflytelserik politiker och lokal ledare i Kenya under den brittiska kolonisationen.
Wambũgũ var kikuyu och son till en handelsman. Han flyttade så småningom till Nyeri, där han skaffade kontakter i den brittiska administrationen och inrättades som lokal ledare (Paramount Chief, egentligen ett slags viceroy) den 25 april 1913. 
Trots att han inte själv var läskunnig, värderade Wambũgũ utbildning högt och skänkte land till flera skolor och fortbildningsinstitut, bland annat skolorna i Kagumo, Tambaya, Gatitu och Riamukurue, samt Wambugu Farmers Training Centre.
Wambũgũ var medlem Nyeri Local Native Council (LNC). Som politiker var han motståndare till skatt på kvinnor och hyddor, och ansåg att kvinnlig omskärelse förr eller senare måste avskaffas.
Wambũgũ gifte sig med sammanlagt 42 kvinnor, de flesta av strategiska skäl för att skapa band till mäktiga familjer. Han fick omkring 60 barn. Han begravdes med militära hedersbetygelser.